# Kenneth Pérez
Kenneth Pérez Dahl Jensen (Copenhague, 29 de agosto de 1974), mais conhecido por Kenneth Pérez, é um ex-futebolista dinamarquês, que atuava como meia-atacante. Seu sobrenome de origem espanhola provém de sua mãe, nascida em Las Palmas, no arquipélago das Canárias.

## Carreira
Pérez deu os seus primeiros passos no futebol em 1993, no AB. O Copenhague, que disputara com esta agremiação a Copa da Dinamarca na temporada então vigente,de 1994-95, observou o desempenho do jovem atleta, contratado pouco depois. Atuaria pelo Copenhague até 1997, em trinta partidas. No mesmo ano, assinou com o MVV Maastricht, iniciando uma trajetória de 13 anos no futebol holandês.
Sua melhor fase na carreira foi quando Pérez defendia o AZ Alkmaar, entre 2000 e 2006. Pelos Alkmaarden, foram 178 partidas e 60 gols marcados. Ainda em 2006, mudaria-se para o tradicional Ajax, onde se envolveu em polêmica num clássico frente ao PSV Eindhoven: ao insultar um bandeirinha, recebeu multa de 12.500 euros. Em julho de 2007, transferiu-se justamente ao PSV, onde atuou pouco: apenas 14 partidas e dois gols, mas voltaria a defender o Ajax após cinco meses. Essa mudança de clube gerou repercussão na Holanda, gerando críticas de ambos os lados, principalmente dos Boeren, que não aprovaram o regresso do meia-atacante ao seu maior rival. Ainda em 2008, foi preterido por Marco van Basten, que o relegou ao time B.
Após duas temporadas no Twente, Pérez aproveitou a conquista do título da Eredivisie 2009-10 para anunciar sua aposentadoria, aos 35 anos. Porém, voltaria aos gramados para jogar no AFC, da terceira divisão holandesa, se aposentando definitivamente em 2011.

## Seleção
Pela Seleção Dinamarquesa de Futebol, Pérez fez sua estreia em novembro de 2003. Convocado para a Eurocopa de 2004, atuando em apenas um jogo. Esta foi a única competição de seleções disputada pelo meia-atacante, já que a Dinamarca não se classificara para a Copa de 2006 nem para a Eurocopa de 2008. Em cinco anos de seleção, foram 24 partidas disputadas e dois gols marcados.